# Roger Dannenberg
Roger B. Dannenberg (Texas, Estados Unidos, 1955) es profesor emérito de informática, arte y música de la Universidad Carnegie Mellon y pionero en el campo de la informática musical.
Es cocreador de Audacity, aplicación informática multiplataforma libre para grabación y edición de audio.

## Biografía
Roger B. Dannenberg se graduó en ingeniería eléctrica en 1977 por la Universidad William Marsh Rice. Obtuvo su doctorado en informática en 1982 por la Universidad de Carnegie Mellon  y en ese mismo año, contrajo matrimonio con Frances L. Krouse Dannenberg.
Siendo trompetista y compositor, actualmente también realiza actuaciones de música computacional artificial en vivo a través de lenguajes de alto nivel para la síntesis de sonido. Ha llevado sus obras a lugares como el Teatro Apolo de Harlem y el Espace de Projection en el IRCAM de París. Además, junto con Jorge Sastre, compuso la ópera de La Mare dels Peixos, interpretada en distintos países del mundo.

## Trabajo
Dannenberg es conocido por sus aportes al campo de la música informática.
En el año 1999, junto con su compañero Dominic Mazzoni, llevaron a cabo el desarrollo de la primera versión de Audacity en la CMU. Pero no fue hasta el año 2000 cuando este software libre fue publicado en SourceForge.net, plataforma lanzada en paralelo con el programa.
Su contribución en el mundo del desarrollo del software libre ha supuesto de gran ayuda a la comunidad. Audacity es un editor de audio y grabador de sonido gratuito de código abierto, esto significa que su código fuente es libre de uso para cualquier usuario.
Su trabajo dio lugar a tres patentes y al sistema SmartMusic utilizado por más de 75.000 estudiantes de música.
Tuvo un papel fundamental en el desarrollo de Piano Tutor y Rock Prodigy, sistemas interactivos de educación musical.
Conocido, a su vez, por introducir conceptos de programación funcional en los cuales están las bases de Nyquist.
Otro de sus trabajos es W, un software de música informática basado en POO. Su desarrollo se realizó a mediados de los noventa en la CMU School of Computer Science. La intención del autor con este proyecto era unificar todas las características que había implementado en otros softwares.
El proyecto Soundcool de la Universidad Politécnica de Valencia, cuyo inicio tuvo lugar en 2013, contó con la colaboración de Roger Dannenberg. El plan propuesto para él fue implementar un sistema para la creación colaborativa sonora y musical.
En 2009, Harold Lee y Roger Dannenberg patentaron la tecnología de detección de tono polifónico en tiempo real que dio impulso a Music Prodigy. Cuatro años más tarde, en 2013, ambos autores, junto a la colaboración de Zeyu Jin, Richard Gard y otros profesionales presentaron una patente para la evaluación de la calidad vocal en tiempo real. A día de hoy, el equipo Music Prodigy sigue enfocado en la innovación de herramientas.
A día de hoy, ha publicado más de 100 artículos de investigación en libros, revistas y actas de conferencias.